# Jürgen Frenzel
Jürgen Frenzel (* 21. April 1922 in Kiel; † 11. Juni 1986 in Hamburg-Wandsbek) war ein deutscher Politiker (SPD). Er war Mitglied des Landtags von Schleswig-Holstein, Bürgermeister von Uetersen, Polizeipräsident und Staatsrat in Hamburg.

## Ausbildung und Beruf
Frenzel besuchte die Oberrealschule und nachdem er sein Abitur gemacht hatte, studierte er Rechts- und Staatswissenschaften. Im Jahr 1951 wurde er zum Doktor der Rechtswissenschaften promoviert und legte 1953 sein großes juristisches Staatsexamen ab. 1954 wurde er zunächst Assessor, dann Regierungsassessor und später Regierungsrat im hamburgischen Staatsdienst.

## Politik
Im Jahr 1947 wurde Frenzel SPD-Mitglied. Er war vom 15. Dezember 1956 bis Anfang 1964 Bürgermeister der Stadt Uetersen. Frenzel wurde Erster Vizepräsident des Deutschen Städtebundes und Erster Vorsitzender des schleswig-holsteinischen Landesverbands des Deutschen Städtebundes. Er war Mitglied des Vorstandes des Kieler Sparkassen- und Giroverbands, Aufsichtsratsvorsitzender der Pinnau-Baugenossenschaft sowie Vorsitzender des Aufsichtsrats der Uetersener Eisenbahn AG.
Bei der Landtagswahl 1962 wurde Frenzel als Direktkandidat der SPD im Wahlkreis 18 (Elmshorn) in den schleswig-holsteinischen Landtag gewählt. Er war Abgeordneter vom 29. Oktober 1962 bis zum 6. Juni 1964, als er sein Mandat niedergelegte. Für ihn rückte Ernst-Wilhelm Stojan in den Kieler Landtag nach.
Nachdem Frenzel im Jahr 1964 sowohl sein Landtagsmandat als auch sein Bürgermeisteramt niedergelegt hatte, folgte er der Berufung nach Hamburg und wurde dort Polizeipräsident. In den 1970er Jahren und bis zu seinem Tod am 11. Juni 1986 war Frenzel langjähriger Hamburger Staatsrat der Innenbehörde bzw. der Justizbehörde. Zuletzt war er auch Sportbeauftragter des Hamburger Bürgermeisters.

## Sonstiges
Frenzel war zeitweilig Erster Vorsitzender des TSV Uetersen und Mitglied des Vorstands des Hamburger Fußball-Verbands.

## Würdigungen
Die Jürgen-Frenzel-Schwimmhalle in Uetersen ist nach ihm benannt.